# キャッスルヒルカントリークラブ
キャッスルヒルカントリークラブは、日本のゴルフ場。
「中部エリアを代表するトーナメントコース」と称される。PGAシニアツアーの「キャッスルヒルオープン」を開催していた。

## 所在地
- 〒441-1203 愛知県豊川市足山田町奥滝場20-2

## コース情報
コース情報は以下の通り。
- 開場日 - 1993年10月29日
- 設計者 - 小笹昭三
- 面積 - 167万m2
- ヤーデージ - 6,779ヤード
- ホール/パー - 18H/Par72
- 休場日 - 定休日無し

## 歴史
1986年7月にマキタの100％出資子会社として城山開発が設立。城山開発は1993年10月にキャッスルヒルカントリークラブをオープンし、約1000名の会員を有していた。なおこの当時、マキタはゴルフ場の道向かいに完全子会社「マキタ一宮」を置き工場を稼働していた（現在はイトモルの工場となっている）。
創業以来、毎期営業赤字が続き、赤字解消や約136億円になる預託金償還問題の解決の見通しが立たず、城山開発は2004年9月8日に名古屋地方裁判所へ民事再生法を申請を行った。再生計画案は2005年4月11日付けで名古屋地裁から認可決定を受け、この再生計画案に従い、城山開発の親会社にあたるマキタが会員に預託金の50%を弁済し、ゴルフ場事業は東京建物に営業譲渡。城山開発もマキタは資本金を100％減資し、東京建物が増資を引き受けて100％子会社化することになった。
2008年3月3日、東京建物系列のゴルフ場運営会社ジェイゴルフが株式を取得。傘下となる。
2009年10月30日にアコーディア・ゴルフがキャッスルヒルカントリークラブを含む6社のゴルフ場株式譲渡契約を締結、同年12月11日に譲渡した。

## 交通アクセス
- 東名高速道路 豊川インターチェンジより約7分[2]
- 名鉄豊川線 豊川稲荷駅・JR飯田線 豊川駅下車、タクシーで約20分[2]

## キャッスルヒルオープン
キャッスルヒルオープン（または、キャッスルヒルシニアオープン）は2004年までキャッスルヒルカントリークラブで開催されていたPGAシニアツアーのゴルフ大会。主催はキャッスルヒルオープン実行委員会と日本プロゴルフ協会。キャッスルヒルカントリークラブの親会社（当時）であるマキタが特別協賛をしていた。
賞金総額3,000万円、優勝賞金540万円。2001年は賞金総額2,500万円、優勝賞金375万円。
本戦に先立って、プロアマ大会も開催されている。
歴代優勝者
| 回数 | 開催時期           | 優勝       | スコア   |
| ---- | ------------------ | ---------- | -------- |
| 8    | 2004年5月21日-23日 | 高橋勝成   | 208(-8)  |
| 7    | 2003年5月23日-25日 | 陳志明     | 214(-2)  |
| 6    | 2002年5月24日-26日 | 鷹巣南雄   | 212(-4)  |
| 5    | 2001年5月18日-20日 | 須貝昇     | 211(-5)  |
| 4    | 2000年6月10日-11日 | 海老原清治 | 134(-10) |
| 3    | 1999年4月23日-25日 | 小林富士夫 | 217(+1)  |
| 2    | 1998年6月12日-14日 | 上原宏一   | 135(-9)  |
| 1    | 1997年6月12日-14日 | 中山徹     | 208(-8)  |
2002年の第6回キャッスルヒルオープンの優勝者鷹巣南雄は当時59歳4ヶ月であり、2001年に57歳3ヶ月の小林富士夫の最年長優勝記録を塗り替えることになった。この記録は2007年に青木功によって塗り替えられている。